# Square François Riga
Pour les articles homonymes, voir François et Riga.

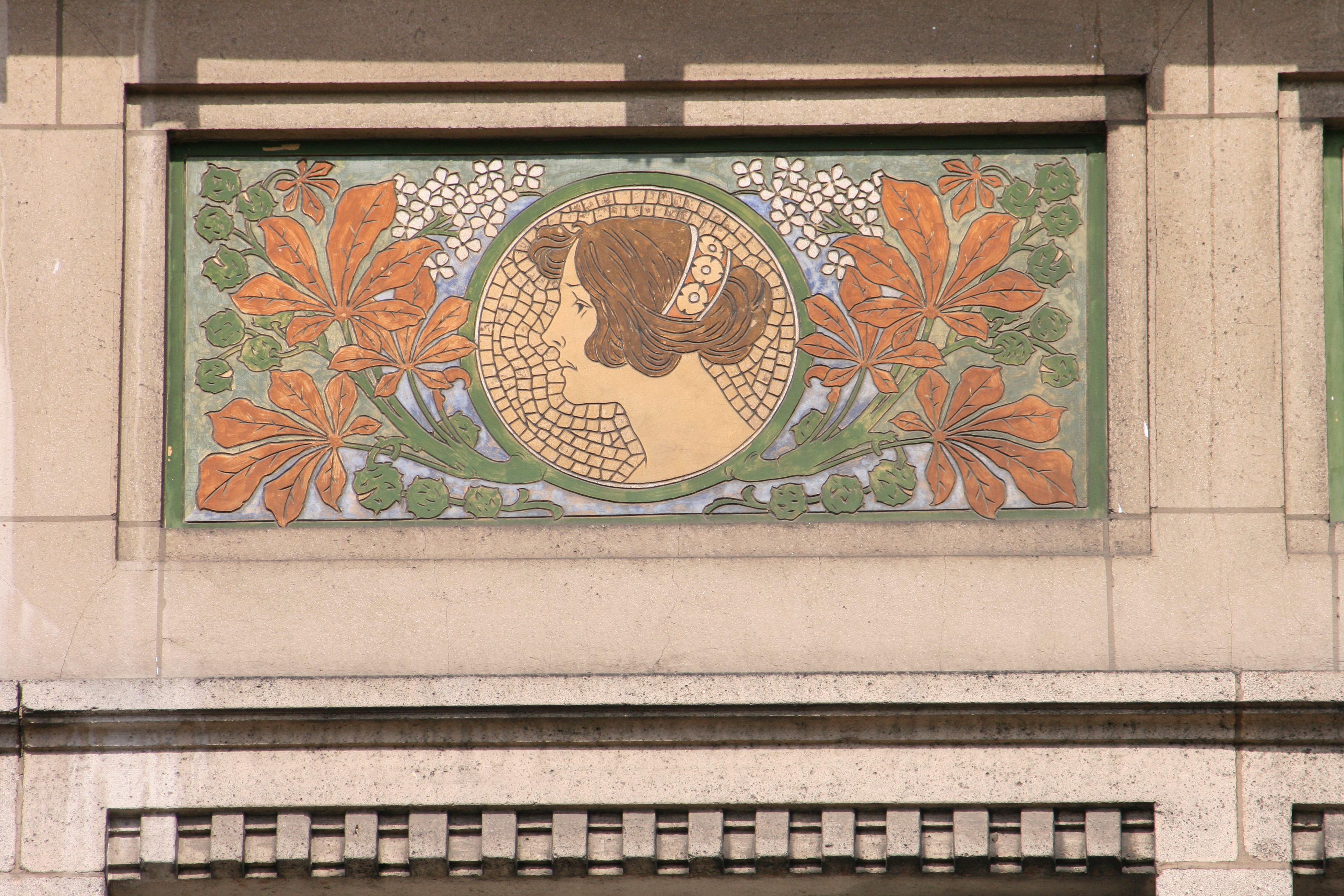
Sgraffite au square Riga

Le square François Riga (en néerlandais : François Rigasquare) est un square bruxellois de la commune de Schaerbeek, situé au croisement de l'avenue Huart Hamoir, de l'avenue Eugène Demolder et de l'avenue Georges Eekhoud.

## Description
La numérotation des habitations va de 1 à 61 dans le sens inverse des aiguilles d'une montre.
Ce square porte le nom d'un compositeur de musique belge, Pierre François Riga, né à Liège le 21 janvier 1831 et décédé à Schaerbeek le 18 janvier 1892.
Aux abords du square Riga (avenue Huart Hamoir) est érigé un monument en mémoire des Congolais ayant combattu dans la Force publique sous le drapeau belge. Ce mémorial rappelle plus particulièrement la bataille de Redjaf (1897), la campagne de Tabora (1916) et la bataille de Saïo (1941) ; il est entouré de neuf petites bornes en pierre bleue rangées en cercle rappelant les autres victoires ou campagnes de la Force Publique : Kasongo (1893), La Lindi (1897), Usoke (1916), Mahenge (1917), Abyssinie (1941), Nigérie (1942/43), Moyen-Orient (1943/44), Italie (SAAF) et Birmanie (1944/46). C'est chaque année le lieu de cérémonies de commémoration. Un monument similaire a été inauguré en 2005 à Kinshasa.
Sept arbres du square Riga sont répertoriés comme arbres remarquables par la Commission des monuments et des sites :
1. Marronnier commun (Aesculus hippocastanum) circonférence 335 cm
2. Ptérocaryer à feuilles de frêne (Pterocarya fraxinifolia) cir. 354 cm
3. Ptérocaryer à feuilles de frêne (Pterocarya fraxinifolia) cir. 270 cm
4. Ptérocaryer à feuilles de frêne (Pterocarya fraxinifolia) cir. 267 cm
5. Hêtre pourpre (Fagus sylvatica f. purpurea) cir. 323 cm
6. Hêtre pourpre (Fagus sylvatica f. purpurea) cir. 307 cm
7. Hêtre pourpre (Fagus sylvatica f. purpurea) cir. 252 cm

Depuis 1998, en souvenir du retour du carnaval à Schaerbeek, chaque année un nouvel arbre était planté. Cette coutume fut interrompue en 2009
Tous les lundis matin de 8h à 13h il y a un marché qui va du square François Riga à l'avenue Huart Hamoir. C'est l'un des 5 marchés hebdomadaires de la commune.
Une future station de métro portera le nom du square.